# Хатминский, Юрий Фёдорович
Юрий Фёдорович Хатминский (25 марта 1932 года, Ленинград — 27 февраля 2016 года) — советский и российский офтальмолог, офтальмохирург. Доктор медицинских наук, профессор, до 2007 г. заведующий кафедрой офтальмологии Кемеровской государственной медицинской академии (ныне университет).

## Биография
Сын военного лётчика, впоследствии генерала-майора авиации Ф. С. Хатминского.
В Ленинграде окончил среднюю школу № 123 Выборгского района.
После чего поступил в 1-й Ленинградский медицинский институт, затем учился в мединститутах Кишинёва, Свердловска (Екатеринбурга). Окончил мединститут в 1956 году.
После аспирантуры в Челябинске (канд. мед. наук) с 1964 года в Кузбассе в Кемерово, куда получил направление, и с того года начал работать в Кемеровском мединституте (ныне Кемеровский государственный медицинский университет), сперва ассистент кафедры глазных болезней, с 1969 г. её доцент, с 1975 г. профессор, заведующий этой кафедрой в 1996(1985?)-2007 гг. Был постоянным председателем БРИЗ института, являлся бессменным ответственным редактором всех 8 сборников изобретений и рацпредложений института.
Состоял членом Кемеровского областного общества офтальмологов. На протяжении 30 лет был руководителем секции медицины Кемеровского областного Совета ВОИР.
Сын Николай, также врач-офтальмолог, канд. мед. наук.
В 1972 г. защитил докторскую диссертацию «Послойная пересадка роговицы, ее сочетание с другими видами кератопластики и методы ее усовершенствования». Под его руководством защищены 1 докторская (по лечению косоглазия — Е. В. Громакиной) и 8 кандидатских диссертаций.
Автор 237 работ, 37 изобретений и 10 патентов.
Известно его устройство для лечения пчелоужаливанием «Апидекс» (Апидекс Хатминского).
Автор работ и методик по апитерапии, которой он начал заниматься с 1980-х годов.

## Награды
- медали, в том числе:
  - «За доблестный труд. В ознаменование 100-летия со дня рождения Владимира Ильича Ленина»
  - «Ветеран труда»
  - «За особый вклад в развитие Кузбасса» II степени (2011)[6]
  - «За веру и добро»
- нагрудные знаки, в том числе:
  - «Изобретатель СССР»
  - «Отличник здравоохранения»[1]
  - «Жителю блокадного Ленинграда»
  - «Победитель социалистического соревнования»
- Почётная грамота Совета народных депутатов Кемеровской области[7].